# Принцесса Елизавета (антарктическая станция)
Принцесса Елизавета (нидерл. Prinses Elisabethbasis, фр. Station Princesse Élisabeth) — бельгийская научная полярная исследовательская станция, расположенная на нунатаке Утштайнен, Земля Королевы Мод. Открыта 15 февраля 2009 года. Станция названа в честь бельгийской принцессы Елизаветы, старшей дочери короля Бельгии Филиппа.
Станция спроектирована, построена и эксплуатируется под эгидой организации Международный полярный фонд (штаб-квартира в Брюсселе). Является первой полярной базой, объединяющей эко-строительные материалы, использование чистой и эффективной энергии, оптимизацию потребления энергии станции и разумных методов обращения с отходами.
Станция построена на горном хребте, может выдерживать сильные ветры благодаря своей аэродинамической форме и фундаменту, крепления которого достигают нескольких метров вглубь вечной мерзлоты.
Филипп Самин, бельгийский архитектор, был вовлечён в проектирование оболочку и основной структуры. Верхний ярус здания является фактической станцией и смотрит на край хребта. На нижнем ярусе есть гараж для транспортных средств и других коммунальных услуг.
База Принцесса Элизабет является единственной в Антарктике с нулевым уровнем выбросов, и работает исключительно на солнечной энергии и энергии ветра за счёт использования микро-смарт-сетки. Станция подключается к девяти ветряным турбинам, которые тянутся вдоль хребта Утштайнен. Это дома учёных числом до 16 человек.
В декабре 2021 года несмотря на жёсткие карантинные меры и противоэпидемические мероприятия на станции произошло распространение COVID-19. Положительные тесты были выявлены у двух третьих сотрудников из 25 человек.